# العلاقات الإماراتية الكيريباتية
العلاقات الإماراتية الكيريباتية هي العلاقات الثنائية التي تجمع بين الإمارات العربية المتحدة وكيريباتي.

## مقارنة بين البلدين
هذه مقارنة عامة ومرجعية للدولتين:
| وجه المقارنة                                              | الإمارات العربية المتحدة | كيريباتي                        |
| --------------------------------------------------------- | ------------------------ | ------------------------------- |
| المساحة (كم2)                                             | 83.60 ألف                | 811                             |
| عدد السكان (نسمة)                                         | 9.40 مليون               | 116.40 ألف                      |
| الكثافة السكانية (ن./كم²)                                 | 112.44                   | 14.35 ألف                       |
| العاصمة                                                   | أبو ظبي                  | جنوب تاراوا                     |
| اللغة الرسمية                                             | اللغة العربية            | لغة إنجليزية، اللغة الكيريباتية |
| العملة                                                    | درهم إماراتي             | دولار كريباتي، دولار أسترالي    |
| الناتج المحلي الإجمالي (بليون دولار)                      | 382.58 مليار             | 196.15 مليون                    |
| الناتج المحلي الإجمالي (تعادل القوة الشرائية) بليون دولار | 640.72 مليار             | 224.26 مليون                    |
| الناتج المحلي الإجمالي الاسمي للفرد دولار أمريكي          | 40.44 ألف                | 1.42 ألف                        |
| الناتج المحلي الإجمالي للفرد دولار أمريكي                 | 67.67 ألف                | 1.81 ألف                        |
| مؤشر التنمية البشرية                                      | 0.835                    | 0.590                           |
| رمز المكالمات الدولي                                      | +971                     | +686                            |
| رمز الإنترنت                                              | .ae، .امارات             | .ki                             |
| المنطقة الزمنية                                           | ت ع م+04:00              |                                 |

## منظمات دولية مشتركة
يشترك البلدان في عضوية مجموعة من المنظمات الدولية، منها:
| علم المنظمة | اسم المنظمة                   | تاريخ انضمام الإمارات العربية المتحدة | تاريخ انضمام كيريباتي |
| ----------- | ----------------------------- | ------------------------------------- | --------------------- |
|             | مؤسسة التنمية الدولية         | 23 ديسمبر 1981                        | 2 أكتوبر 1986         |
|             | يونسكو                        | 20 أبريل 1972                         | 24 أكتوبر 1989        |
|             | الأمم المتحدة                 | 9 ديسمبر 1971                         | 14 سبتمبر 1999        |
|             | الاتحاد البريدي العالمي       | ?                                     | ?                     |
|             | البنك الدولي للإنشاء والتعمير | 22 سبتمبر 1972                        | 29 سبتمبر 1986        |
|             | الاتحاد الدولي للاتصالات      | 27 يونيو 1972                         | 3 نوفمبر 1986         |
|             | منظمة حظر الأسلحة الكيميائية  | ?                                     | ?                     |
|             | مؤسسة التمويل الدولية         | 30 سبتمبر 1977                        | 2 أكتوبر 1986         |

## وصلات خارجية
- موقع وزارة الخارجية الإماراتية